# Lampivaara
Lampivaara är en kulle i Finland.   Den ligger i Sodankylä i landskapet Lappland, i den norra delen av landet, 800 km norr om huvudstaden Helsingfors. Toppen på Lampivaara är 243 meter över havet.
Terrängen runt Lampivaara är platt.  Trakten runt Lampivaara är nära nog obefolkad, med mindre än två invånare per kvadratkilometer. Det finns inga samhällen i närheten. 